# Lucjan Malinowski
Lucjan Feliks Malinowski (Jaroszewice, 27 maggio 1839 – Cracovia, 15 gennaio 1898) fu un linguista, viaggiatore ed esperto di dialetti slesiani polacco.
Fu professore dell'Università Jagellonica e dal 1887 direttore del Seminario slavo. 
È stato il fondatore della dialettologia polacca.